# America, America (chanson)
Pour le film d'Elia Kazan, voir America, America (film).
Ne doit pas être confondu avec América, América.
Singles de Michel Sardou
Nous n'aurons pas d'enfant
(1968) Les Bals populaires
(1970)
Pistes de J'habite en France
Monsieur le Président de France Restera-t-il encore
America, America est une chanson interprétée par Michel Sardou, d'abord paru en single en septembre 1969, puis sur l'album J'habite en France, en 1970.

## Historique
Faute de résultats probants, Michel Sardou vient d'être remercié par Barclay, au terme de la diffusion de sept singles qui n'ont pas conquis le public, malgré la chanson Les Ricains qui, en 1967, lui vaut une certaine notoriété en raison de la controverse qu'elle provoqua mais qui n'a rencontré qu'un succès d'estime.
Deux amis du chanteur, le compositeur Jacques Revaux, sous contrat chez Barclay, et Régis Talar, directeur d'édition sur ce label, quittent la maison de disques pour s'occuper de la carrière de Michel Sardou, en fondant le label Tréma, distribué par Philips.
America, America et Monsieur le Président de France ses deux premiers enregistrements pour Tréma, sortent en 45 tours en 1969 et sont inclus l'année suivante sur l'album J'habite en France.

## Accueil du public
Le 45 tours America, America obtient un succès d'estime avec 30 000 exemplaires vendus.